# Мурле
Мурле је народ који живи око Пибора у вилајету Џонглеј (Јужни Судан) и једним делом у Етиопији. Има их око 400.000 и претежно се баве сточарством и пољопривредом. Говоре језиком мурле. По вероисповести су анимисти, верују у „Џен“, свето место и творца свега. Сваки пет до шест година свака Мурле породица креће у ходочашће до реке Њандит, где могу да окају своје грехе.